# La Resposta a la Pregunta Definitiva sobre la Vida, l'Univers i Tot Plegat

La resposta a l'última pregunta de la Vida, de l'Univers i de Totes les coses

La Resposta a la Pregunta Definitiva sobre la Vida, l'Univers i Tot Plegat (en anglès The Answer to The Ultimate Question Of Life, the Universe and Everything) és un concepte extret de la sèrie de ciència-ficció de Douglas Adams Guia Galàctica per a Autoestopistes (The Hitchhiker's Guide to The Galaxy). En la història la resposta se cerca mitjançant el superordinador Pensament Profund i la resposta du els protagonistes a buscar quina era la pregunta a aquesta resposta.
En el llibre Guia Galàctica per a Autoestopistes, el primer de la sèrie, investigadors d'una raça d'éssers hiperintel·ligents i pan-dimensionals construeixen Pensament Profund, el segon ordinador més potent de tot el temps i l'espai, per calcular la «Resposta Definitiva a la Pregunta sobre la Vida, l'Univers i Tot Plegat». Després de set milions i mig d'anys, l'ordinador proporciona la resposta: 42.
| "Forty-two!" yelled Loonquawl. "Is that all you've got to show for seven and a half million years' work?" "I checked it very thoroughly," said the computer, "and that quite definitely is the answer. I think the problem, to be quite honest with you, is that you've never actually known what the question is." | Quaranta-dos! —exclamà Loonquawl— És això tot el que tens per a oferir després de set milions i mig d'anys de treballar-hi? Ho he comprovat detingudament —respongué l'ordinador— i definitivament, aquesta és la resposta. Si us he de ser del tot sincer, crec que el problema és que mai no heu arribat a saber realment quina és la pregunta. |

Pensament Profund informa els investigadors que dissenyarà un segon ordinador més potent, que incorporarà éssers vius com a part de la seva matriu de computació, per a calcular quina és la Pregunta. L'ordinador s'anomena Terra i és tan gran que sovint es confon amb un planeta. Els investigadors adoptaren la forma de ratolins de laboratori per a fer funcionar el programa. Després d'un càlcul de deu milions d'anys la pregunta es perdé cinc minuts abans d'obtenir-la perquè els Vogons van destruir la Terra per a construir una autopista hiperespacial.
Al final del llibre The Restaurant at the End of the Universe («El restaurant al final de l'univers»), el segon de la sèrie, el protagonista Arthur Dent, el darrer humà en abandonar la Terra abans de la seva destrucció i, per tant, la part de l'ordinador que més probablement tingui la Pregunta, intenta descobrir aquesta Pregunta traient aleatòriament fitxes de Scrabble d'una bossa. El resultat és la frase WHAT DO YOU GET IF YOU MULTIPLY SIX BY NINE («Què s'obté en multiplicar sis per nou?»). Cal notar que sis per nou fan 54, no 42. Tanmateix 42 significa 54 en base 13. Douglas Adams va negar conèixer aquest resultat quan escrivia el llibre.